# Tomas Tranströmer
Tomas Tranströmer est un poète suédois, né le 15 avril 1931 à Stockholm et mort le 26 mars 2015 dans la même ville. Il a rédigé une quinzaine de recueils en cinquante ans d’écriture. Poète contemporain suédois le plus renommé et le plus traduit, il a reçu de nombreux prix, dont le prix Nobel de littérature en 2011,,.

## Biographie
Tomas Tranströmer naît le 15 avril 1931 à Stockholm. Il est élevé par sa mère, institutrice, après le départ précoce de son père, rédacteur. Il sera marqué toute sa vie durant par le personnage de son grand-père, pilote côtier, auprès duquel il passe ses vacances dans l'Archipel. Il parlera notamment de lui dans ses Baltiques. À 15 ans, il découvre la littérature et la poésie, commence à écrire des textes modernistes et se passionne pour les poètes classiques, notamment latins.
Dans les années 1950, il fut un ami proche du poète Robert Bly, qui traduisit son œuvre en anglais et participa largement à sa renommée mondiale en général et dans les pays anglo-saxons en particulier. Il partage son temps entre son appartement du quartier de Södermalm à Stockholm et sa résidence d'été sur l'île de Runmarö où il vit à l’écart du monde et des médias. À 23 ans, il publie son premier recueil intitulé 17 poèmes, qui paraît chez Bonniers, le plus grand éditeur suédois, qui qualifiera cette œuvre comme étant « une analyse permanente de l’énigme de l’identité individuelle face à la diversité labyrinthique du monde ».
Il décroche en 1956 un diplôme de psychologue, puis est embauché par l'université de Stockholm avant de s'occuper de jeunes délinquants à partir de 1960. Très engagé socialement, il s'occupera durant toute sa carrière de handicapés, de toxicomanes ou de condamnés à des peines de prison, tout en écrivant ses poèmes en parallèle. Même lorsqu'il devient un poète reconnu, il continue de travailler, et ne publiera donc que peu de recueils (quinze en plus de cinquante ans d'écriture). Il est psychologue de profession jusqu'en 1990, date à laquelle il a été victime d’une attaque cérébrale qui l'a laissé en partie aphasique et hémiplégique. Il ne parlera plus qu'avec difficulté et ne jouera du piano plus que de la main gauche, car la droite ne fonctionne plus, mais toujours quotidiennement. Son handicap l'oblige par ailleurs à ralentir considérablement sa production littéraire. Il publie néanmoins encore trois recueils depuis lors dont les 45 haïkus de La Grande Énigme (Le Castor astral, 2004), grâce à la complicité de sa femme Monica (avec qui il a eu deux filles, Emma et Paula). Il continue également à participer à des rencontres littéraires, pendant lesquelles on peut l'entendre jouer du piano . En France, le Castor Astral et Jacques Outin, son traducteur, s’attachent depuis de nombreuses années déjà à faire connaître son œuvre poétique.
Sans être un auteur chrétien, il a participé à une nouvelle traduction de la Bible en suédois, initiée par la société biblique suédoise. Dans cette traduction, il a rédigé le Livre des Psaumes.
En 2013, Tranströmer fait partie des signataires, en compagnie de plusieurs écrivains dont quatre autres prix Nobel (Günter Grass, Elfriede Jelinek, J. M. Coetzee et Orhan Pamuk), d'un manifeste contre la société de surveillance et l'espionnage des citoyens orchestré par les États.

### Prix Nobel de littérature
En 2011, l'Académie suédoise de Stockholm prend le contre-pied des pronostics qui donnaient victorieux le poète syrien Adonis, en lutte contre son régime, ou le chanteur-écrivain Bob Dylan, en nommant Tranströmer Prix Nobel de littérature. Cette décision surprend beaucoup la presse française, car Tranströmer est à l'époque presque totalement inconnu en France, alors qu'il est en Scandinavie considéré comme le plus grand poète de son temps, et également très apprécié dans les pays anglo-saxons. Il est récompensé « car, par des images denses, limpides, il nous donne un nouvel accès au réel. » « La plupart des recueils de poésie de Tranströmer sont empreints d’économie, d’une qualité concrète et de métaphores expressives », ajoute l’Académie. « Dans ses derniers recueils, Tranströmer tend à un format encore moindre et à un degré encore plus grand de concentration. »
Dans la salle où le verdict a été rendu, de grands éclats de joie ont fusé : cela faisait presque quarante ans que les Suédois attendaient la récompense de leur poète le plus célèbre et le plus reconnu. Ayant de grandes difficultés à parler depuis son accident de 1990, Tranströmer, quand les journalistes qui ont afflué chez lui à l'annonce du Nobel, lui ont demandé ce qu'il ressentait, a simplement prononcé le mot « merveilleux ».

## Regards sur l’œuvre
Tranströmer est un poète atypique du fait qu'il publie peu et marque systématiquement le paysage littéraire par la beauté de ses images, la concision de son style et la puissance expressive de ses compositions qui exaltent la sensation, l'impression et le quotidien. Dès la parution des 17 poèmes en 1954, il apparaît comme un écrivain d'une grande nouveauté, affranchi de toute influence extérieure. Il s'inspire simplement de sa jeunesse, de ses émotions et de son histoire familiale sur l'île de Rummarö.
La renommée de Tranströmer est largement due à sa maîtrise inégalée de la métaphore et son audace dans la création d'images novatrices. L'image, dans ses œuvres, est d'une incroyable précision, et transmet une émotion toujours à la portée du lecteur. Ainsi, Kjell Espmark, membre de l'Académie suédoise et ami de Tranströmer, explique : « Je voudrais même dire que le secret de cette poésie réside dans l'union inattendue de la vision élargie et de l'exactitude sensorielle. »
Ses poèmes capturent les longs mois d'hiver suédois, le rythme des saisons et la splendeur de la nature. Il explore la relation entre notre intimité et le monde qui nous entoure. Son style introspectif est décrit par le Publishers Weekly comme « mystique, versatile et triste ». Ses poèmes s'apparentent à des prières laïques et des mélopées œcuméniques, marquées par la musique et le monde naturel.
Tranströmer est un poète qui, à l'instar du symboliste français Stéphane Mallarmé, a eu une vie « normale » : c'est un homme qui a une existence ordinaire, un travail, des vacances à l'étranger, une femme et deux enfants. Ses poèmes débutent ainsi parfois par des situations ordinaires : « Je me rasai un matin /devant la fenêtre ouverte du premier étage » (La fenêtre ouverte) ; « Je passai la nuit dans un motel au bord de la E3 » (La Galerie). Comme le Français Francis Ponge, qui écrivit un peu avant lui, Tranströmer prend la réalité familière comme un univers à décrire de manière énumérative et à transcender, trouvant dans des situations banales, des objets quotidiens et plus souvent dans l'observation de la nature, toute la matière de la composition poétique,. Pour Renaud Ego, Tranströmer fait l'expérience du « caractère instable de la matière, cet état dont la physique moderne nous a appris qu’il était l’essence. », évoquant ainsi les profondeurs insoupçonnées d'une réalité fuyante qui échappent tant au lecteur qu'au poète.
Selon le critique André Clavel, son œuvre est un « jaillissement du réel dans le miroir de la subjectivité, elle se nourrit de la métaphysique occidentale, de la tradition japonaise du haïku — un art d'aller à l'essentiel — et des grandes œuvres classiques qui interrogent le temps, la précarité de notre condition, la mort, la mémoire. À cette thématique, Tranströmer ajoute de multiples allusions à son intimité, son goût pour la musique et les voyages, la botanique et l'entomologie, entre autres. ».
Les poètes Philippe Jaccottet, Bei Dao et Adonis sont de grands lecteurs de Tranströmer. Joseph Brodsky fut également l'un de ses plus fervents admirateurs : il le qualifia de « poète de première importance, d'une grande intelligence » en ajoutant « Je lui ai volé plus d'une métaphore ».

## Œuvres
- Baltiques et autres poèmes, anthologie 1966 – 1989, éd. Le Castor astral – Les Écrits des Forges, 1989, trad. Jacques Outin, préface de Kjell Espmark
- Baltiques. Œuvres complètes - Poèmes 1954–2004, éd. Gallimard, 2004  (ISBN 2070317102)
- La Grande Énigme (Den stora gåtan), Le Castor Astral, 2004  (ISBN 2-85920-578-0)
- Poèmes courts (Korta dikter), 2002, Le Castor Astral, 2004
- Les souvenirs m'observent, Le Castor Astral, 2004  (ISBN 2859205772)

Certains de ses Poèmes ont été mis en musique par Lars Edlund.